# Het Cultuurfonds
het Cultuurfonds (tot 7 november 2023: Prins Bernhard Cultuurfonds, tot 1999: Prins Bernhardfonds, 1940-1945: Spitfire Fund), ook bekend als het Anjerfonds, ondersteunt projecten op het gebied van cultuur en natuurbehoud in Nederland door middel van financiële bijdragen, opdrachten, prijzen en beurzen.

## Geschiedenis
Het fonds werd tijdens de Tweede Wereldoorlog op 10 augustus 1940 in Londen opgericht onder de naam 'Spitfire Fund', voor de aankoop van oorlogsmaterieel. De gelden voor het opzetten van dit fonds waren afkomstig uit inzamelingsacties onder de bevolking in Nederlands-Indië, de Nederlandse Antillen en Suriname. Prins Bernhard van Lippe-Biesterfeld was vanaf de oprichting regent.
Na de oorlog werd de doelstelling van het fonds gewijzigd in "de bevordering van de geestelijke weerbaarheid door middel van culturele zelfwerkzaamheid" en de naam werd gewijzigd in 'Prins Bernhard Fonds'. In 1999 werd de naam gewijzigd in 'Prins Bernhard Cultuurfonds' en op 7 november 2023 in 'het Cultuurfonds'. Het verwijderen van de naam van de stichter was een direct gevolg van het feit dat de originele NSDAP-lidmaatschapskaart van Bernhard was teruggevonden in zijn eigen voormalig privé-archief, waarmee onomstotelijk bewezen was dat hij er lid van was geweest, iets wat hijzelf altijd ontkend had.

## Organisatie
Het fonds heeft een landelijk bureau in cultureel centrum De Nieuwe Liefde aan de Da Costakade in Amsterdam en twaalf provinciale afdelingen. Het fonds kent een zusterorganisatie in het Nederlands Caribisch gebied.

## Financiering
Aanvankelijk was de jaarlijkse 'Anjeractie' de belangrijkste bron van financiering. Vanaf 1960 kreeg het fonds een belangrijk deel van de opbrengsten van de voetbaltoto, vanaf 1970 ook van de giroloterij (later BankGiro Loterij) en voorts vanaf 1974 ook van de lotto. Verdere inkomsten komen onder andere uit donaties en legaten en uit de opbrengsten uit beleggingen. Voor de activiteiten van het fonds was anno 2006 een budget van circa zeventien miljoen euro (op jaarbasis) beschikbaar. In 2022 werd € 45,3 miljoen uitgekeerd aan cultuur en natuur. Ruim 3.400 projecten en initiatieven kregen dat jaar een financiële bijdrage.

## Activiteiten
Jaarlijks ondersteunt het Cultuurfonds projecten en initiatieven op cultureel gebied op de terreinen van podiumkunsten, beeldende kunst, monumentenzorg, geschiedenis & letteren en natuurbehoud. Daarnaast verstrekt het fonds studiebeurzen aan jong talent en ondersteunt het musici en beeldend kunstenaars. Ook reikt het fonds ieder jaar prijzen uit.

### Zilveren Anjer
Tussen 1950 en 2023 reikte het fonds de Zilveren Anjer uit, een bijzondere onderscheiding voor mensen die zich belangeloos verdienstelijk hebben gemaakt voor de Nederlandse cultuur of de cultuur van de Nederlandse Antillen. Jaarlijks werden ten hoogste vijf personen met de Zilveren Anjer onderscheiden. Iedereen kon kandidaten voordragen. Tot 2004 werden de Zilveren Anjers ieder jaar uitgereikt door prins Bernhard. Na diens overlijden in dat jaar werd deze taak overgenomen door zijn dochter Beatrix. Sinds 2024 wordt de Cultuurfonds Onderscheiding uitgereikt.

### Andere prijzen

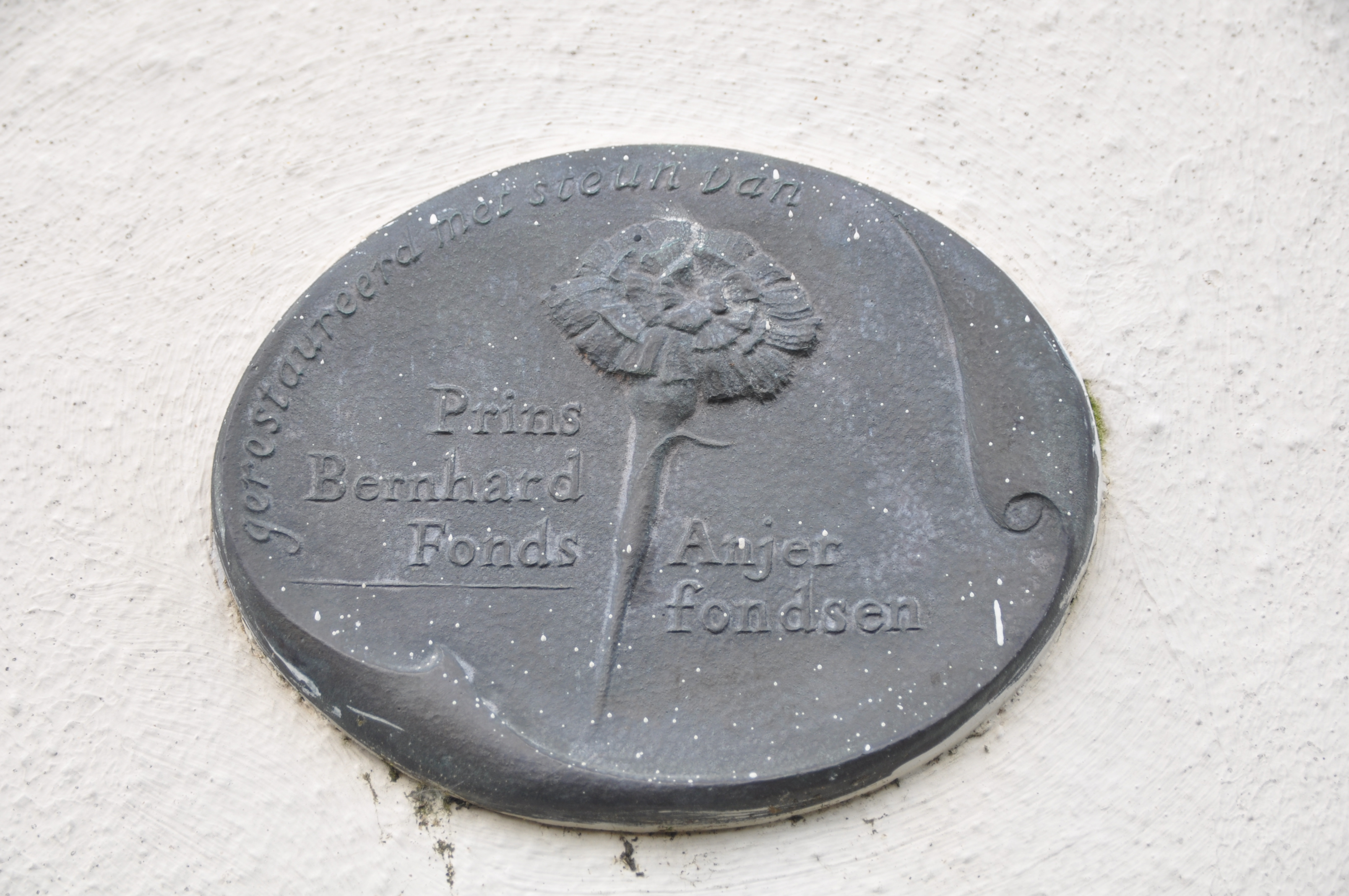
Plaquette van het Prins Bernhard Fonds uit 2011
(Molen De Hoop, te Zoetermeer)

Andere prijzen die door het fonds worden uitgereikt zijn:
- Cultuurfonds Prijs oeuvreprijs voor iemand die zich op een bijzondere manier verdienstelijk heeft gemaakt voor cultuur of natuur in Nederland
- Martinus Nijhoff Vertaalprijs/Prins Bernhard Cultuurfonds Prijs voor Vertalingen (sinds 1955)
- Charlotte Köhler Prijs voor talent tot 35 jaar in beeldende kunst en theater.
- David Röellprijs/Prins Bernhard Cultuurfonds Prijs voor Beeldende Kunst (sinds 1963)
- Anna Blaman Prijs voor literatuur in/uit Rotterdam (sinds 1966)
- Cultuurfonds Monumentenprijs (sinds 1984)
- Cultuurfonds Prijs voor Natuurbehoud (sinds 1994)
- Cultuurfonds Muziekprijs (sinds 1992)
- Cultuurfonds Prijs voor de Geesteswetenschappen (sinds 1992)
- Cultuurfonds Prijs voor Toegepaste Kunst en Bouwkunst (sinds 1993)
- Cultuurfonds Prijs voor Kunst- en Cultuureducatie (sinds 1992)
- Cultuurfonds Theaterprijs (sinds 1992)
- VriendenLoterij Museumprijs (voorheen de BankGiro Loterij Museumprijs en tot 1990 de Prins Bernhard Cultuurfonds Museumprijs)

### Stipendia
- Conservatoren Stipendium ter stimulering van wetenschappelijk onderzoek en het faciliteren van werkervaring voor juniorconservatoren in Nederlandse kunstmusea.
- Cultuurfonds Mode Stipendium (sinds 2011)
- Documentaire Stipendium voor een documentairemaker om een film te maken.
- Cultuurfonds Pop Stipendium. Op het Noorderslagfestival wordt dit stipendium van 10.000 euro toegekend als een stimulans voor de winnaar om zich verder te ontwikkelen. Winnaars zijn onder andere Ronnie Flex (2018) en Thomas Azier (2019).
- Sofa Fonds voor beginnende, professionele meubelontwerpers en meubelmakers.
- Wim Bary Stipendium voor talentvolle theatermakers onder de 35 jaar.
- Theater Stipendium voor jonge talentvolle theatermaker om een theaterproductie te ontwikkelen.
- TheaterTekstTalent Stipendium voor toneelschrijvers om hen in staat te stellen een nieuw toneelstuk te schrijven.
- Margit Wildund Stipendium wordt om het jaar uitgereikt aan talentvolle jonge zangeres.